# China Cup 2019
El Torneo Internacional de Fútbol Gree China Cup 2019 (por motivos de patrocinio) o China Cup 2019 (en chino: 2019年格力中国杯国际足球锦标赛) fue la tercera edición de esta copa amistosa, organizada por la FIFA, que se celebró en Nanning (China). A diferencia de su primera edición, se fijó en fechas oficiales de esta institución, ya que se realizó entre el 21 y el 25 de marzo de 2019.
La copa fue organizada por la Asociación China de Fútbol, Wanda Sports Holdings, la Región Autónoma Zhuang de Guangxi, Sports Bureau y el Gobierno Municipal de Nanning.
Los participantes fueron China como anfitrión, Tailandia (invitado),Uzbekistán (invitado) y Uruguay (defensor del título).

## Sede
| China                 | China   |
| Nanning               | Nanning |
| --------------------- | ------- |
| Guangxi Sports Center | Nanning |
| Capacidad: 60,000     | Nanning |
|                       | Nanning |

## Equipos participantes
| Asia (AFC) | América del Sur (Conmebol) |
| ---------- | -------------------------- |
| China      | Uruguay                    |
| Uzbekistán | Uruguay                    |
| Tailandia  | Uruguay                    |

## Resultados
|  | Semifinales           | Semifinales           |   |                       | Final                 | Final |  |
|  |                       |                       |   |                       |                       |       |  |
|  |                       |                       |   |                       |                       |       |  |
|  | 21 de marzo - Nanning |                       |   |                       |                       |       |  |
|  | China                 | 0                     |   |                       |                       |       |  |
|  | Tailandia             | 1                     |   |                       |                       |       |  |
|  |                       |                       |   |                       |                       |       |  |
|  |                       |                       |   |                       | 25 de marzo - Nanning |       |  |
|  |                       |                       |   |                       | Tailandia             | 0     |  |
|  |                       | Uruguay               | 4 |                       |                       |       |  |
|  |                       |                       |   |                       |                       |       |  |
|  |                       |                       |   |                       |                       |       |  |
|  |                       |                       |   |                       | Tercer lugar          |       |  |
|  | 22 de marzo - Nanning | 22 de marzo - Nanning |   | 25 de marzo - Nanning | 25 de marzo - Nanning |       |  |
|  | Uruguay               | 3                     |   | China                 | 0                     |       |  |
|  | Uzbekistán            | 0                     |   |                       | Uzbekistán            | 1     |  |

Los horarios corresponden al horario local: China (UTC+8)

### Semifinales
| 21 de marzo de 2019, 19:35 | China | 0:1 (0:1) | Tailandia      | Guangxi Sports Center, Nanning |                                |
|                            |       | Reporte   | 33' Songkrasin | Árbitro(s): Salman Ahmad Flahi | Árbitro(s): Salman Ahmad Flahi |

| 22 de marzo de 2019, 19:35 | Uruguay                       | 3:0 (2:0) | Uzbekistán | Guangxi Sports Center, Nanning |                           |
|                            | - Pereiro 5' - Stuani 23' 82' | Reporte   |            | Árbitro(s): Milorad Mažić      | Árbitro(s): Milorad Mažić |

### Tercer y cuarto puesto
| 25 de marzo de 2019, 15:30 | China | 0:1 (0:1) | Uzbekistán     | Guangxi Sports Center, Nanning                                   |                                                                  |
|                            |       | Reporte   | 35' Shomurodov | Asistencia: 10.391 espectadores Árbitro(s): Mohammed Al Shummari | Asistencia: 10.391 espectadores Árbitro(s): Mohammed Al Shummari |

### Final
| 25 de marzo de 2019, 19:35 | Tailandia | 0:4 (0:2) | Uruguay                                                      | Guangxi Sports Center, Nanning                      |                                                     |
|                            |           | Reporte   | 6' Vecino · 38' Pereiro · 58' Stuani · 88' Maximiliano Gómez | Asistencia: 35.000 espectadores Árbitro(s): Ma Ning | Asistencia: 35.000 espectadores Árbitro(s): Ma Ning |

|                    |
| Bandera de Uruguay |
| Campeón Uruguay    |
| 2.do título        |

## Estadísticas

### Clasificación general
|   | Equipo | Equipo     | PJ | PG | PE | PP | GF | GC | Dif | Pts |
| - | ------ | ---------- | -- | -- | -- | -- | -- | -- | --- | --- |
| 1 |        | Uruguay    | 2  | 2  | 0  | 0  | 7  | 0  | 7   | 6   |
| 2 |        | Tailandia  | 2  | 1  | 0  | 1  | 1  | 4  | -3  | 3   |
| 3 |        | Uzbekistán | 2  | 1  | 0  | 1  | 1  | 3  | -2  | 3   |
| 4 |        | China      | 2  | 0  | 0  | 2  | 0  | 2  | -2  | 0   |

### Goleadores
| Jugador              | Selección  | Goles | Partidos |
| Christian Stuani     | Uruguay    | 3     | 2        |
| Gastón Pereiro       | Uruguay    | 2     | 2        |
| Chanathip Songkrasin | Tailandia  | 1     | 2        |
| Maximiliano Gómez    | Uruguay    | 1     | 2        |
| Matías Vecino        | Uruguay    | 1     | 2        |
| Eldor Shomurodov     | Uzbekistán | 1     | 2        |
| -------------------- | ---------- | ----- | -------- |